# Sacro Monte di Varallo
Sacro Monte di Varallo – sanktuarium w Varallo, we Włoszech (Piemont).
Pomysłodawcą Sacro Monte był franciszkanin Bernardino Caimi, który po powrocie z Palestyny postanowił zbudować kopie różnych obiektów w Ziemi Świętej.
Budowę rozpoczęto w 1486 i trwała ok. 100 lat. Zespół 44 kaplic wybudowanych nad miastem nazwano Nową Jerozolimą.
Kaplice od 1 do 19 rozrzucone są po terenie niedaleko wejścia, pozostałe kaplice wraz z kościołem Basilica dell Assunta znajdują się wokół placu  Piazza del Tiempo na szczycie góry.
Kaplice wypełnione są rzeźbami (ok. 800) i malowidłami (ok. 4000 postaci) miejscowych artystów. Do 1529 tworzył tu Gaudenzio Ferrari.

## Literatura
- Przewodnik Turyn i Piemont, National Geographic, 2005

## Linki zewnętrzne

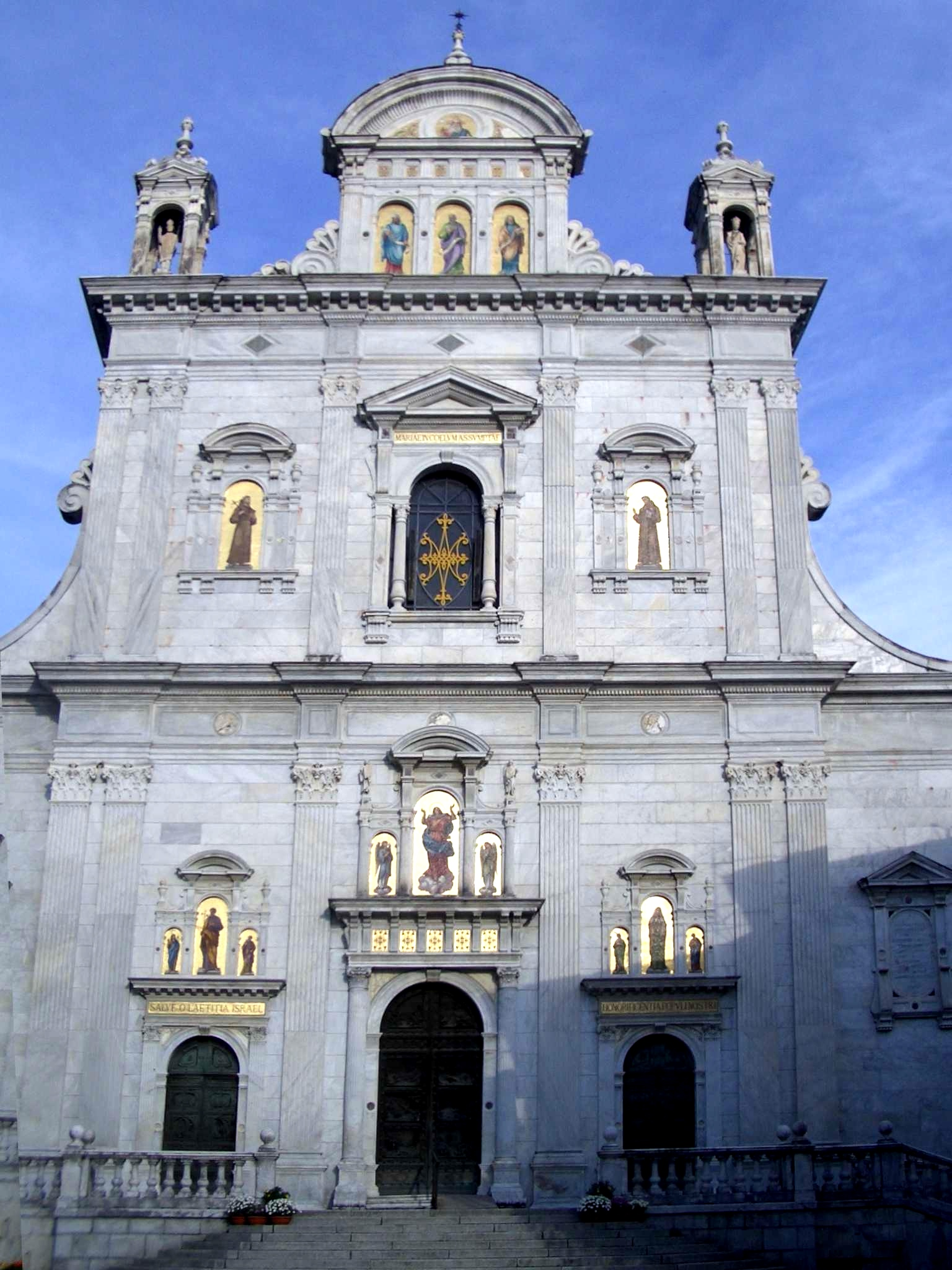
Fasada bazyliki
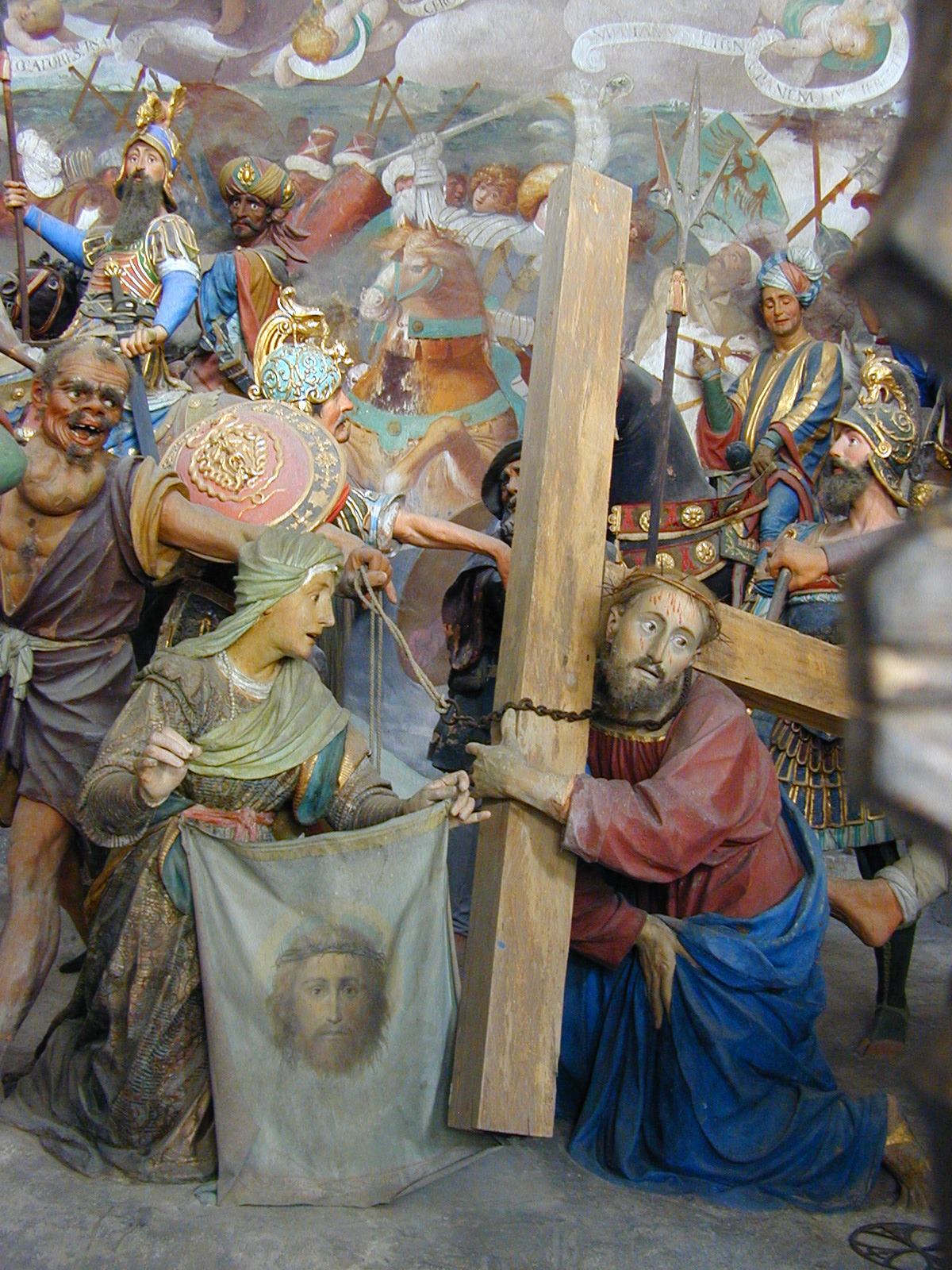
Tabacchetti i Giovanni d'Enrico, Chrystus na Drodze Krzyżowej, 1599-1600
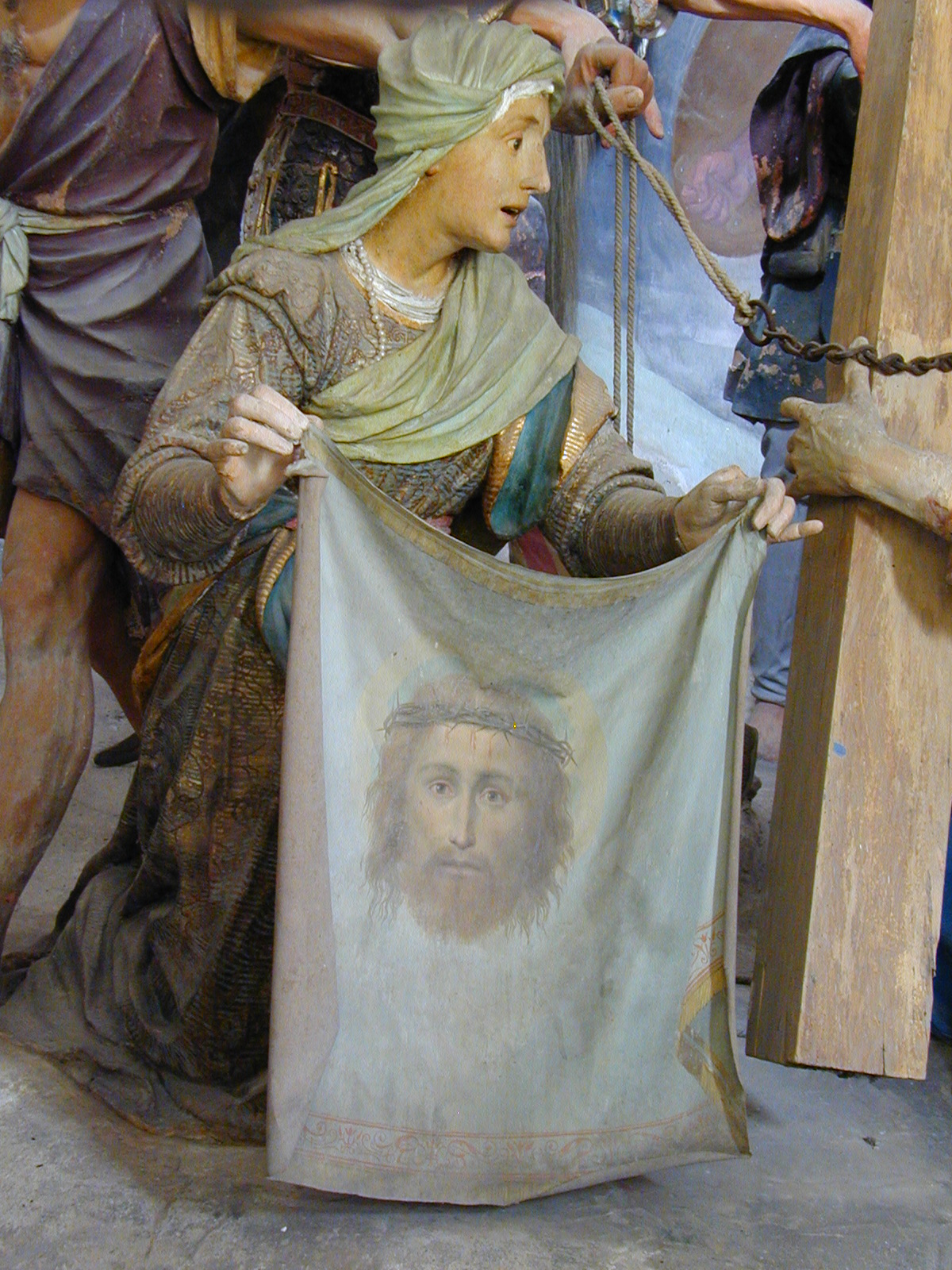
Tabacchetti i Giovanni d'Enrico, Chrystus na Drodze Krzyżowej (detal), 1599-1600
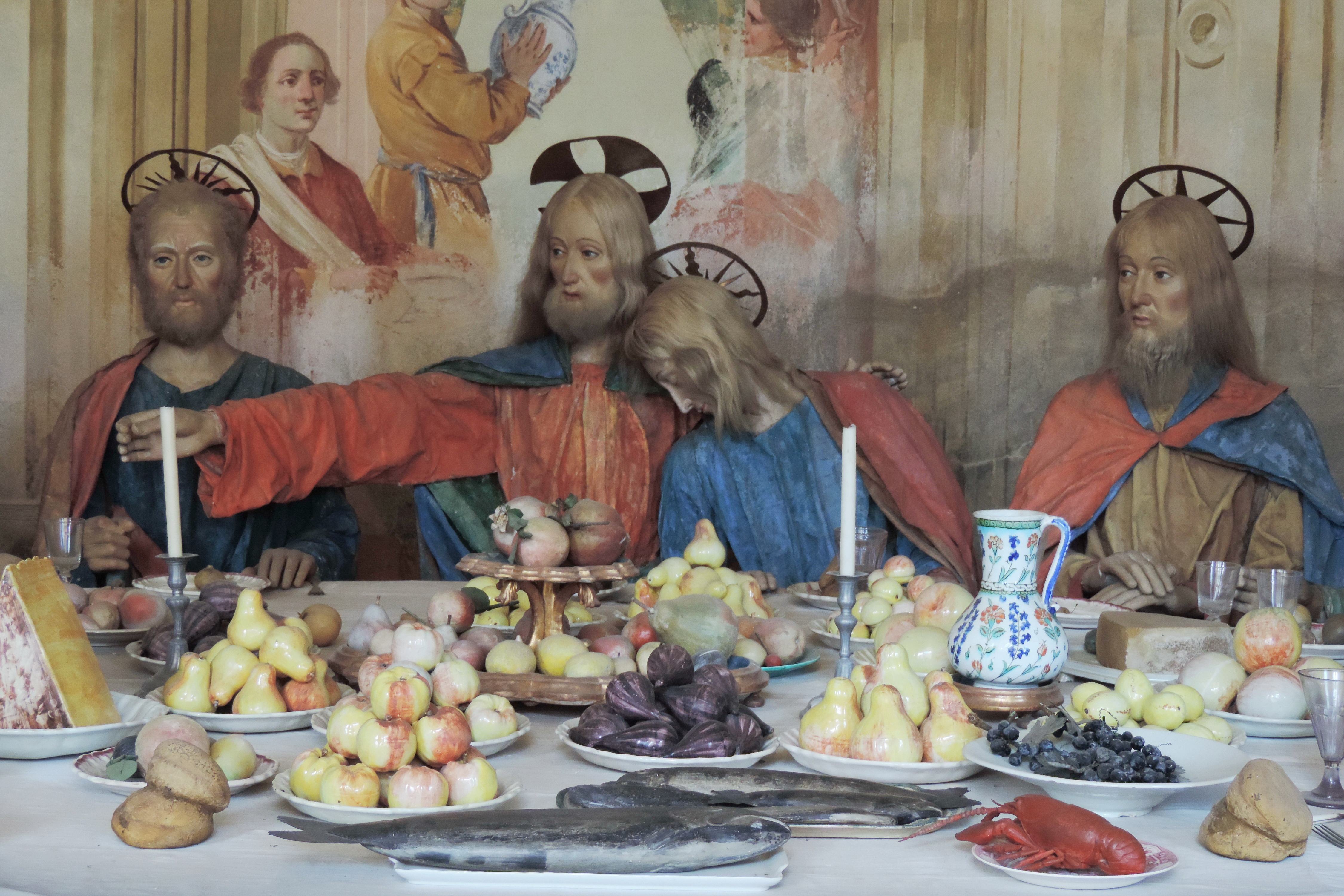
Autor nieznany, Ostatnia Wieczerza (detal); ok. 1500-05